# Europeiska filmakademin

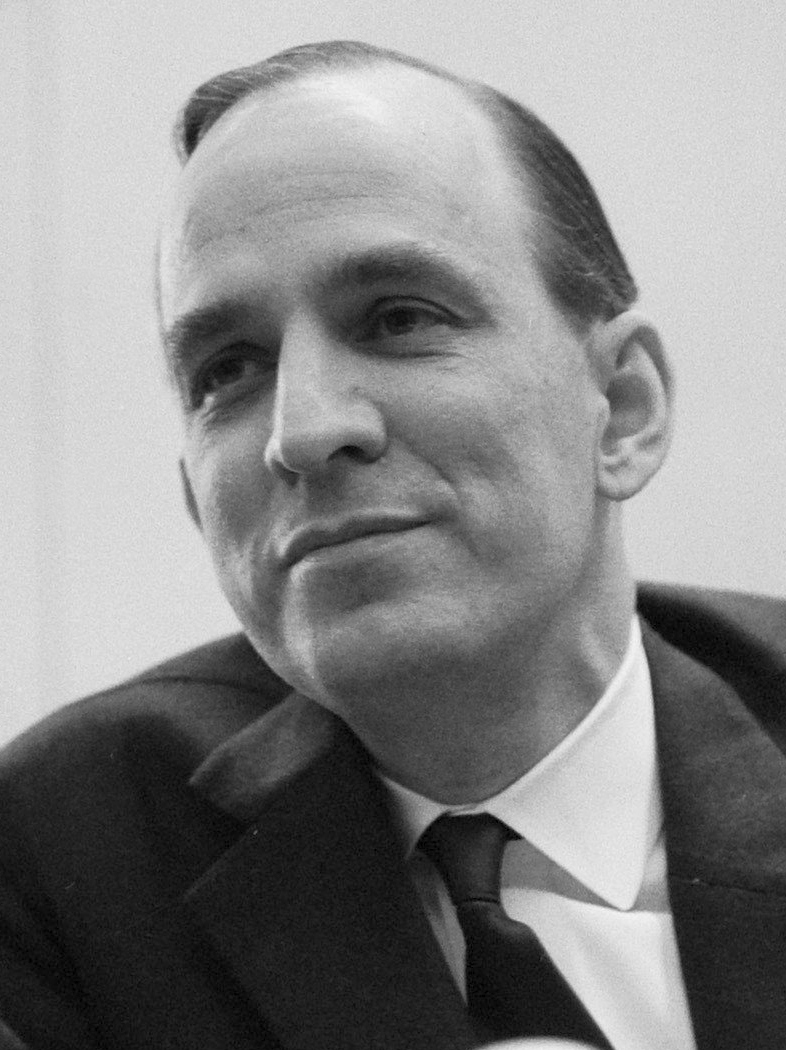
Ingmar Bergman, ordförande (1988–1996)

Europeiska filmakademin (engelska: European Film Academy) är en europeisk filmorganisation. Den bildades 1988 och delar ut årliga priser kallade European Film Awards, urspungligen kallat Felix Awards.

## Ordförande
- Ingmar Bergman (1988–1996)
- Wim Wenders (1996–2020)
- Agnieszka Holland (2020–2024)
- Juliette Binoche (2024–)